# فولوديمير كونوفالوف
فولوديمير كونوفالوف (بالروسية: Коновалов, Владимир Викторович)‏ هو لاعب كرة قدم بيلاروسي في مركز الهجوم، ولد في 5 يناير 1973. لعب مع بالتيكا كالينينغراد وسبارتاك فلاديقوقاز ونادي إيليتشيفيتس ماريوبول ونادي سلافيا-موزير ونادي نافتان نوفوبولوتسك.